# Mendata
Mendata és un municipi de la província de Biscaia, País Basc, pertanyent a la comarca de Busturialdea-Urdaibai.
Des del 27 de maig de 2013, el nucli d'Elexalde n'és la capital.

## Topònim
L'actual municipi de Mendata té el seu origen en l'anteiglesia de San Miguel de Mendata. El topònim aparentment està relacionat amb la paraula en basc mendi que significa «bosc». No està del tot clar el seu significat, però alguns filòlegs com Xabier Kintana, membre d'Euskaltzaindia, ho relacionen amb la paraula mendate o port de muntanya al considerar que la paraula ata és una variant de ate (port, porta). Altres filòlegs solien considerar-lo una variant del topònim Mendieta, que significa lloc de boscos. La ubicació geogràfica de Mendata, alhora als contraforts septentrionals de l'Oiz i la situació a major altitud de la comarca d'Urdaibai, fa plausible qualsevol d'ambdues teories sobre l'etimologia del nom.

## Personatges il·lustres
- Bitoriano Gandiaga, escriptor